# 샐러드

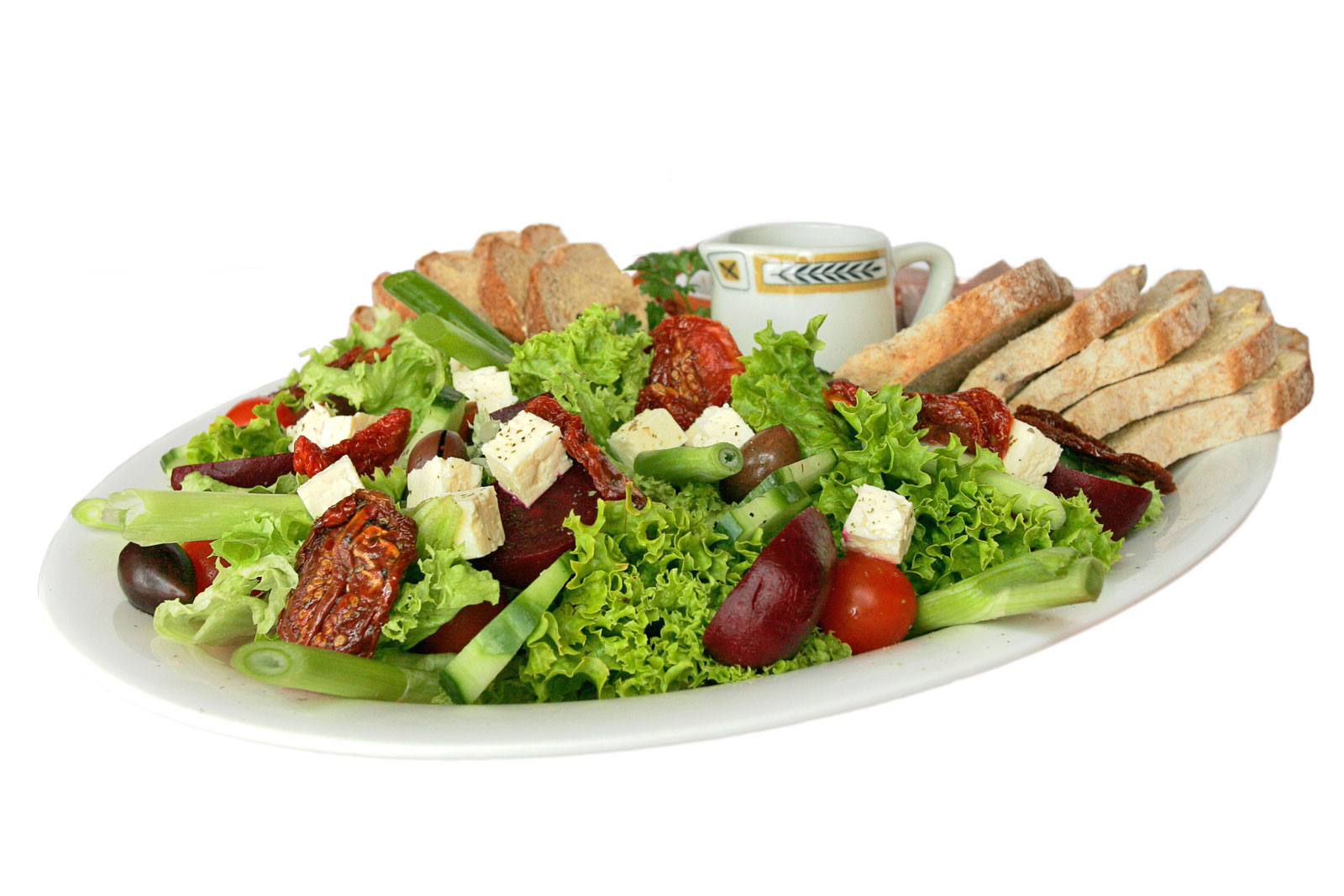
양상추, 비트뿌리, 오이, 파, 방울토마토, 올리브, 햇볕에 말린 토마토, 페타로 구성된 빵과 드레싱을 곁들인 가든 샐러드 접시

샐러드(salad, 문화어: 쌀라드)는 생채소나 과일을 주재료로 하여 마요네즈나 드레싱 등 소스로 버무린 서양 요리다. 때론 크루톤이나 견과류를 음식 위에 뿌려 먹거나 고기, 생선, 파스타, 치즈, 전곡립(도정하지 않는 곡물, 선식의 원료)도 곁들여 먹는다. 샐러드는 주가 되는 음식을 먹기 앞서 전채로 대접한다. 샐러드의 재료에 따라 많은 종류로 나뉘기도 한다.
신선한 생채소를 차갑게 하여 샐러드 드레싱으로 조리한다. 채소 이외에 달걀·참치·닭고기·육류 가공품을 주재료로 하는 경우도 있는데, 이러한 경우는 대개 메인 디쉬(main dish)를 대신한다.
샐러드(salad)라는 낱말은 같은 뜻을 가진 프랑스어 salade에서 비롯하였으며 더 거슬러 올라가 "소금기가 있는"을 뜻하는 라틴어 salata에서 비롯하였다.어떠한 나라에서는 샐러드 간장이나 시즌 소스(season sauce)도 샐러드라 부른다.
샐러드는 식사 중에 언제든지 제공될 수 있다.
- 에피타이저 샐러드 - 가벼운, 소량의 샐러드가 식사의 첫 번째 또는 두 번째 코스로 제공된다.
- 사이드 샐러드 - 메인 코스에 곁들이기 위해 만들어진 샐러드로 감자 샐러드와 시저 샐러드를 예로 들 수 있다.
- 메인 코스 샐러드 - 고기, 생선, 달걀, 콩류 또는 치즈와 같은 고단백 식품의 일부를 포함한 샐러드.
- 디저트 샐러드 - 과일, 젤라틴, 감미료 또는 생크림을 포함한 달콤한 버전의 샐러드.

## 역사
로마와 고대 그리스인들은 푸른 채소를 드레싱과 함께 먹었다. 1699년 책 Acetaria: A Discourse on Sallets에서 존 에블린은 거의 성공을 거두지는 못했지만 자신의 동료 Britons가 신선한 샐러드 녹색채소를 먹을 수 있도록 격려하는 일을 시도하였다.

## 같이 보기
- 안티파스토
- 샐러드 목록